# كلاوديو غوميز
كلاوديو غوميز (بالفرنسية: Claudio Gomes)‏ هو لاعب كرة قدم فرنسي، ولد في 23 يوليو 2000 في أرجنتوي في فرنسا. لعب مع مانشستر سيتي.

## وصلات خارجية
- كلاوديو غوميز على موقع إي إس بي إن إف سي (الإنجليزية)
- كلاوديو غوميز على موقع قاعدة بيانات كرة القدم.إي يو (الإنجليزية)
- كلاوديو غوميز على موقع ليكيب (الفرنسية)
- كلاوديو غوميز على موقع Soccerbase.com (لاعب) (الإنجليزية)
- كلاوديو غوميز على موقع Soccerway.com (الإنجليزية)
- كلاوديو غوميز على موقع عالم كرة القدم.نت (الإنجليزية)
- كلاوديو غوميز على موقع AS.com (الإسبانية)